# Treuenfeld (Nordenham)
Treuenfeld ist als Bauerschaft ein Ortsteil von Esenshamm in der Gemeinde Nordenham im Landkreis Wesermarsch.

## Geschichte
Im Jahr 1746 wurde während der Regierung von König Christian VI. von Dänemark die Eindeichung an der Weser vorangetrieben. Drei Mittelsände (Atenser Sand, Havendorfer Plate, Rusch- und Bakensand) und drei Außendeichsgroden (Atenser/Alte Gate, Abbehauser Groden und Havendorfer Außendeichsgroden) wurde eingedeicht. Der Havendorfer Außendeichsgroden ging zum größten Teil  an den Landrat Freiherr Konrad Alexander Vrints von Treuenfeld aus Bremen. Von Treuenfeld hatte 1735 von der Familie von Petersdorf das ehemalige Johannitergut Strückhausen erworben, dieses erhielt daraufhin den Namen „Treuenfeld“. Von Treuenfeld kaufte außerdem von Herzog Friedrich Karl von Württemberg-Oels im Jahr 1741 das 348 Jück große Gut Havendorfer Sand, zu diesem gehörte auch der 242 Jück große Außendeichsgroden. Dieser wurde mit der Eindeichung als „Neuhavendorfersand“ adeliges freies Gut. Bis 1795 behielt der Groden diesen Namen, dann wurde das Gut Treuenfeld im Kirchspiel Strückhausen an die Reichsgräfin von Schmettau, geborene von Harling verkauft, das daraufhin den Namen „Harlinghausen“ erhielt. Der Name „Treuenfeld“ ging an Neuhavendorfersand. Die Familie von Vrints verkaufte das Gut in den 1830er Jahren.
Zur Bauerschaft Treuenfeld gehören Alt Treuenfeld, Grönland, Kleine Weser und Treuenfeld.

### DemograFie
| Jahr | Einwohner |
| ---- | --------- |
| 1800 | 18        |
| 1815 | 21        |
| 1855 | 13        |
| 1925 | 20        |
| 1950 | 95        |
| 1961 | 69        |
| 1970 | 42        |

## Bauwerke
- Wohn- und Wirtschaftsgebäude Alt Treuenfeld, denkmalgeschütztes Hallenhaus